# 廖建興
廖建興（1968年—），中華民國陸軍中將，現任陸軍八軍團指揮官、曾任國防部長政務辦公室中將主任、馬祖防衛指揮部中將指揮官、 陸軍司令部人事軍務處少將處長、陸軍東引地區指揮部少將指揮官、陸軍機械化步兵第二六九旅少將旅長，國防部駐行政院上校聯絡官。畢業於陸軍官校79年班，為陸官第一名畢業，具危機管理能力，有救火隊長之稱，2014年晉升少將，2022年晉升中將。